# Reino Odrísio

Extensão máxima do Reino Odrísio, sob Sitalces

O Reino Odrísio foi uma união de tribos trácias que existiu entre os séculos V e III a.C.. Seu território corresponde a grande parte da atual Bulgária, estendendo-se até partes da Romênia e do norte da Grécia e da Turquia. 
Sua antiga capital era Uscudama ou Odrísia (atualmente Edirne), localizada na área européia da Turquia. Mais tarde, o rei Seutes III moveu a capital para Seutópolis, localizada abaixo do reservatório Koprinka, perto da cidade de Kazanlak na Bulgária Central.

## História
O primeiro rei importante da Trácia foi Teres I, que estabeleceu o Reino Odrísio em uma boa parte da Trácia, porém com algumas partes ainda independentes. Inicialmente, o reino incluía a Trácia Oriental até os montes do rio Danúbio ao norte.
O filho de Teres, Sitalces, foi procurado para uma aliança com Atenas, que queria submeter o resto da Trácia e lutar contra Pérdicas II da Macedónia. Ele provou ser uma grande liderança militar na região, forçando as tribos que haviam abandonado a aliança a reconhecer a soberania do seu reino. Este enriqueceu ao longo do tempo, estendendo-se do Danúbio até as estradas construídas pelos egeus, desenvolvendo o comércio e organizando um poderoso exército que chegava a 150 mil homens. Em 429 a.C., o reino organizou uma campanha contra a Macedônia, mas recuou após 30 dias de conflito.
Ninfódoro, filho de Pites de Abdera, cuja irmã era casada com Sitalces, fez a aliança entre Sitalces e Atenas, fazendo de Sádoco, filho de Sitalces, um cidadão ateniense, e conseguiu a paz com Pérdicas.
Sitalces pretendia unificar todos os povos trácios, decidindo então combater os tribálios, mas foi morto na batalha que se sucedeu.
O reinado seguinte, de Seutes I, testemunhou um período de grande prosperidade, mas várias tribos trácias abandonaram o império.
No século IV a.C., o reino estava dividido em três pequenos Estados, dos quais o que possuía Seutópolis como capital sobreviveria por mais tempo.